# Prezidentský palác (Hanoj)

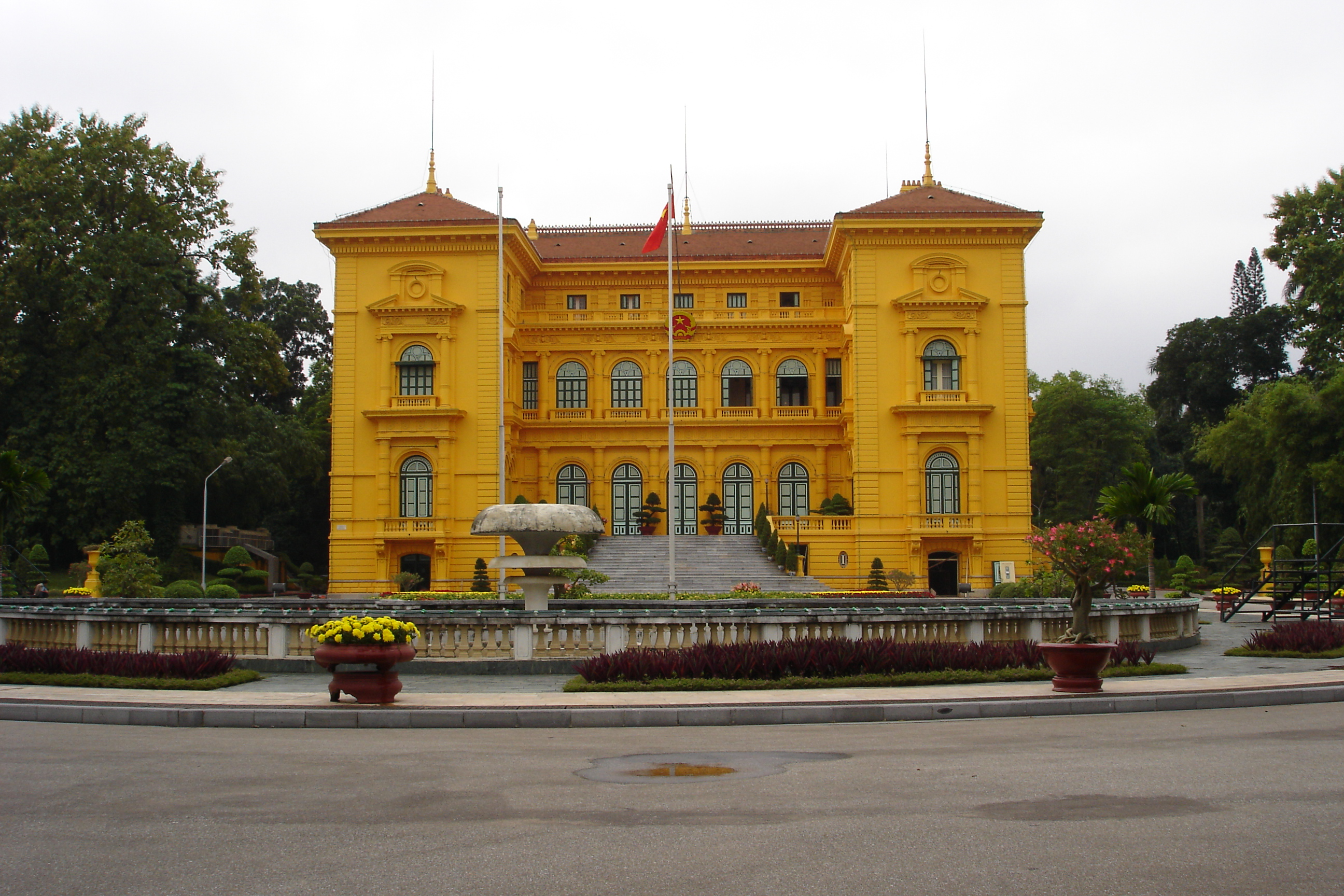
Prezidentský palác v Hanoji

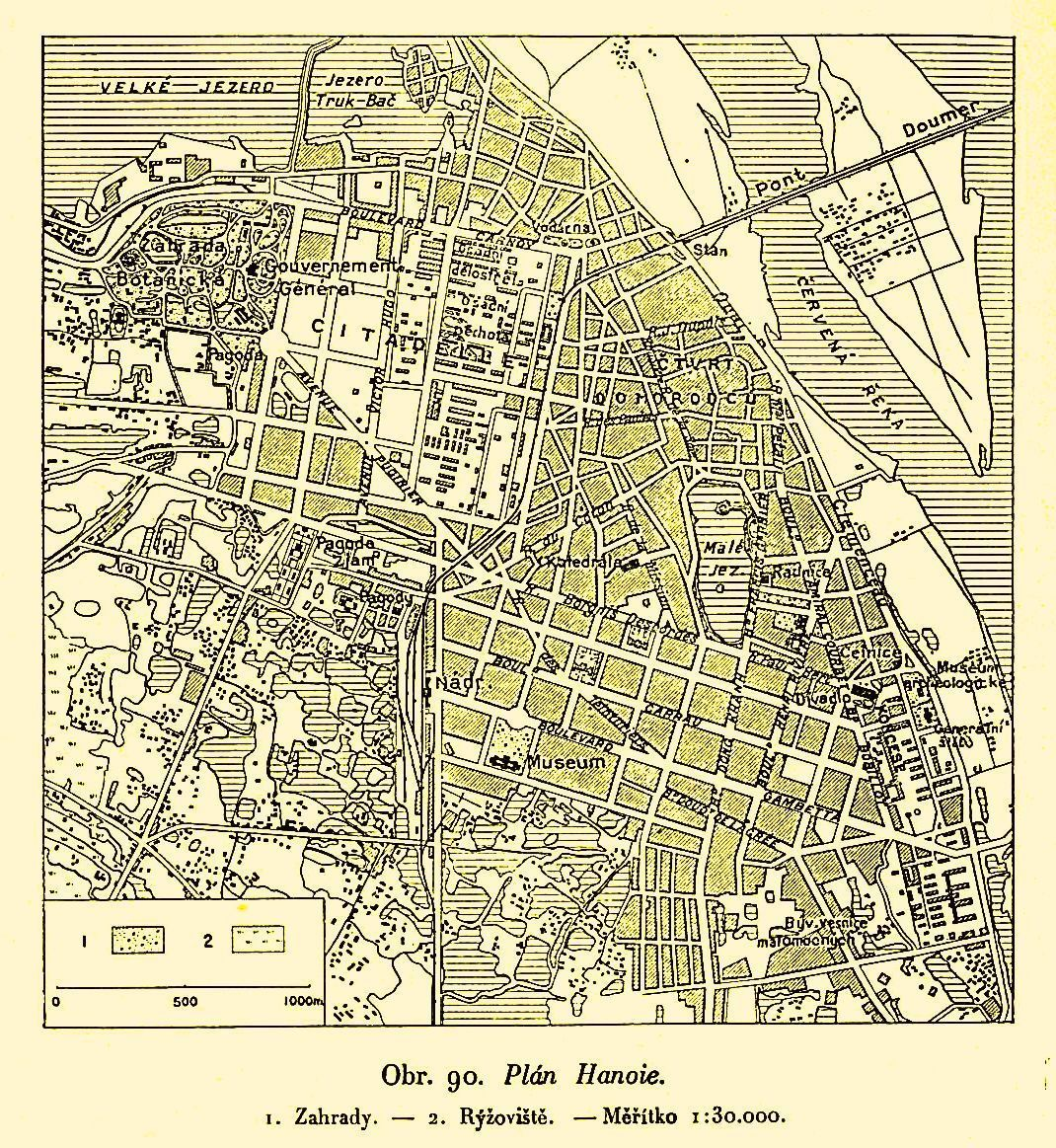
Plán Hanoje mezi světovými válkami, s vyznačením prezidentského paláce

Prezidentský palác v Hanoji je vládní budova, postavená v letech 1900 až 1906 jako rezidence generálního guvernéra Francouzské Indočíny. Byl postaven na návrh francouzského architekta Augusta Henri Vildieua. Poté, co Vietnam získal v roce 1954 nezávislost, Ho Či Min odmítl v paláci ze symbolických důvodů přebývat a bydlel v domku, postaveném v areálu paláce. Dnes je palác využíván pro účely vietnamské vlády.